# Иоан Жолдя
Иоан Жолдя (молд. Иоан Жолдя) — господарь Молдавского княжества в сентябре 1552 года.

## История
В результате заговора между группой молдавских бояр и бояр, бежавших в Польшу, предыдущий правитель Стефан VI Рареш был убит в селе Цуцора на Пруте. 
Новым господарём молдавские бояре, не дожидаясь ответа бояр из Польши, выбрали Иоана Жолдю, также боярина. Группа молдавских бояр из Польши, узнав о назначении, сами выбрали господарём боярина Петра Стольника, который вступил в Молдавское княжество вместе с польским войском. 
Пётр отправил ворника Моцока с частью войска, чтобы захватить Жолдю. В итоге Иоан Жолдя был окружён у Шипоте, ему отрезали нос и отправили в монастырь. 
Невесту Жолди Роксанду взял в жёны Пётр, взошедший на молдавский престол под именем Александра Лэпушняну.